# G. A. Henty
George Alfred Henty (n. 8 decembrie 1832, Cambridge, Regatul Unit al Marii Britanii și Irlandei – d. 16 noiembrie 1902, Weymouth, Anglia, Regatul Unit al Marii Britanii și Irlandei) a fost un romancier și corespondent de război englez. El este cel mai bine cunoscut pentru operele sale de ficțiune de aventură și ficțiune istorică, inclusiv Dragonul și corbul (The Dragon & The Raven, 1886), For The Temple (1888), Sub domnia terorii (In the Reign of Terror, 1888), Under Drake's Flag (1883), Cu Lee în Virginia (With Lee in Virginia, 1890) și Pentru cauza libertății (In Freedom's Cause, 1885).

## Biografie
G. A. Henty s-a născut în Trumpington⁠(d), lângă Cambridge, dar și-a petrecut o parte din copilărie în Canterbury. A fost un copil bolnăvicios care trebuia să petreacă perioade lungi de timp în pat. În timpul bolilor sale frecvente, a devenit un cititor pasionat și a dezvoltat o gamă largă de interese pe care le-a păstrat ca adult. A studiat la Școala Westminster, Londra, la  paisprezece ani,:2 iar mai târziu la Colegiul Gonville și Caius din Cambridge, unde a fost un sportiv pasionat.
A părăsit universitatea devreme, fără a obține o diplomă, pentru a lucra ca voluntar al Comisariatului Spitalului (Armatei) în cadrul Departamentului de Furnizori, atunci când a izbucnit Războiul Crimeii. A fost trimis în Crimeea unde a asistat la condițiile îngrozitoare în care soldatul britanic a trebuit să lupte. Scrisorile lui acasă erau pline de descrieri vii a ceea ce a văzut. Tatăl său a fost impresionat de scrisorile sale și le-a trimis la ziarul Morning Advertiser⁠(d), care le-a tipărit. Acest succes inițial în scriere a fost un factor în decizia ulterioară a lui Henty de a accepta oferta de a deveni corespondent special, numele timpuriu al jurnaliștilor acum mai cunoscuți sub numele de corespondenți de război.
Cu puțin timp înainte de a demisiona din armată cu gradul de căpitan în 1859, s-a căsătorit cu Elizabeth Finucane. Cuplul a avut patru copii. Elizabeth a murit în 1865 după o lungă boală și la scurt timp după moartea ei, Henty a început să scrie articole pentru ziarul Standard. În 1866, ziarul l-a trimis ca un corespondent special pentru a relata despre războiul austro-italian, unde l-a întâlnit pe Giuseppe Garibaldi. El a continuat să descrie expediția punitivă britanică din 1868 în Abisinia, războiul franco-prusac, războiul Așanti, rebeliunea carlistă din Spania și războiul turco-sârb. De asemenea, a asistat la deschiderea Canalului Suez și a călătorit în Palestina, Rusia și India.
Henty a fost un susținător puternic al Imperiului Britanic toată viața; potrivit criticului literar Kathryn Castle: „Henty... a exemplificat etosul [Imperiului Britanic] și l-a glorificat în succesele sale”. Ideile lui Henty despre politică au fost influențate de scriitori precum Sir Charles Dilke și Thomas Carlyle.
Henty a povestit odată într-un interviu cum abilitățile sale de a povesti s-au bazat pe poveștile spuse copiilor săi după cină. A scris prima sa carte pentru copii, Out on the Pampas în 1868, numind personajele principale ale cărții după copiii săi. Cartea a fost publicată de Griffith and Farran în noiembrie 1870. Deși cele mai multe dintre cele 122 de cărți pe care le-a scris au fost pentru copii și au fost publicate de Blackie and Son⁠(d) din Londra, el a scris și romane pentru adulți, non-ficțiune, cum ar fi The March to Magdala și Those Other Animals, povestiri ca The Boy's Own Paper⁠(d) și a editat Union Jack, o revistă săptămânală pentru băieți.
Henty a fost „cel mai popular autor pentru băieți din perioada sa”. Blackie, care i-a publicat ficțiunea pentru copii în Marea Britanie, și W. G. Blackie au estimat în februarie 1952 că tipăresc pe an aproximativ 150.000 de cărți ale lui Henty, la apogeul popularității sale,  și au declarat că din înregistrările lor reiese că au tipărit peste trei milioane și jumătate de cărți scrise de Henty. Blackie a mai estimat că, având în vedere SUA și alte ediții autorizate și piratate de peste mări, nu este imposibil un total de 25 de milioane de cărți ale lui Henty. Guy Arnold⁠(d) remarcă această estimare și de asemenea a adăugat că au mai apărut alte ediții de când a fost făcută această estimare.
Romanele lui pentru copii se învârteau de obicei în jurul unui băiat sau tânăr care trăiește în vremuri tulburi. Acestea au variat de la Războaiele punice la conflicte mai recente, cum ar fi Războaiele Napoleoniene sau Războiul Civil American. Eroii lui Henty – care au inclus ocazional domnișoare – sunt în mod uniform inteligenți, curajoși, cinstiți și plini de resurse, cu multă „stăpânire”, dar sunt și modești.  Aceste teme au făcut ca romanele lui Henty să fie populare astăzi printre mulți creștini conservatori și elevi de acasă.

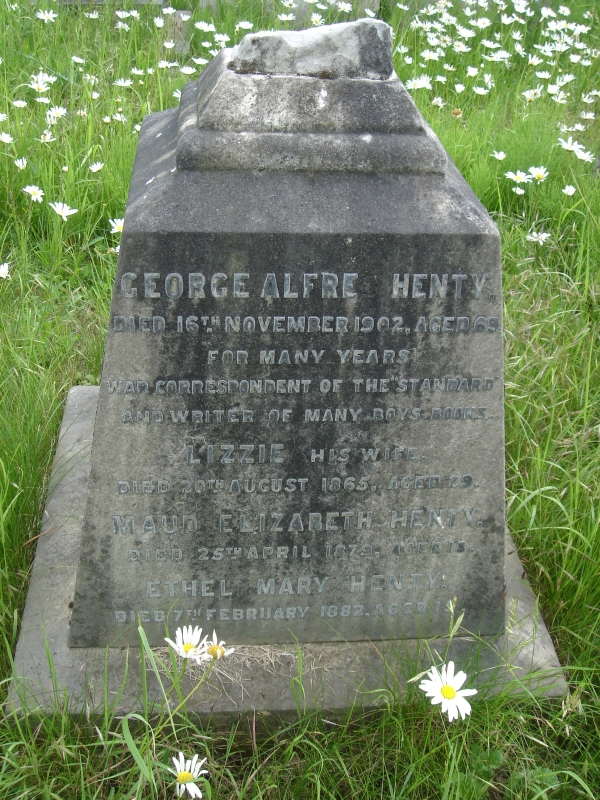
Monument funerar, Cimitirul Brompton, Londra

Henty își pregătea, de obicei, romanele comandând din biblioteci mai multe cărți despre subiectul / perioada despre care scria și le consulta înainte de a începe să scrie. Unele dintre cărțile sale au fost scrise despre evenimente (cum ar fi Războiul Crimeei) la care el a fost martor; prin urmare, aceste cărți sunt scrise cu mai multe detalii, deoarece Henty s-a inspirat din experiențele sale directe despre oameni, locuri și evenimente.
La 16 noiembrie 1902, Henty a murit la bordul iahtului său în portul Weymouth, Dorset, lăsând neterminat ultimul său roman, By Conduct and Courage, care a fost finalizat de fiul său, căpitanul C. G. Henty.
Henty este înmormântat în cimitirul Brompton, Londra.

## Influențe
Popularitatea comercială a lui Henty i-a încurajat pe alți scriitori să încerce să scrie povești de aventuri juvenile în stilul său; „Herbert Strang⁠(d)”, Henry Everett McNeil⁠(d), Percy F. Westerman⁠(d) și căpitanul Frederick Sadleir Brereton⁠(d) au scris romane în „tradiția Henty”, încorporând adesea teme contemporane precum aviația și lupte din Primul Război Mondial. În anii 1930, totuși, interesul pentru opera lui Henty era în scădere în Marea Britanie și, astfel, puțini scriitori pentru copii  au privit opera sa ca un model.

## Bibliografie

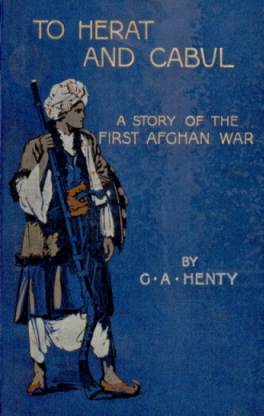
Coperta primei ediții din 1902 a lui To Herat and Cabul, A Story of the First Afghan War de G A Henty și ilustrații de, publicate de Blackie and Son Ltd., Londra.

### Atribuire greșită
Despre o carte publicată în 1884 în „Fireside Henty Series” numită Forest and Frontier s-a descoperit că a fost scrisă de fapt de Thomas M. Newson.

### Disponibilitate în Marea Britanie și SUA
La sfârșitul anilor 1990, o serie de edituri americane, cum ar fi Polyglot Press (Philadelphia, PA), PrestonSpeed și Lost Classics Book Company, au început să retipărească cărțile lui Henty și să susțină utilizarea lor pentru educatorii conservatori. Retipăriri ale tuturor lucrărilor lui Henty sunt disponibile de la editurile moderne britanice și americane. Un astfel de editor și cel mai mare susținător modern al lui Henty este savantul american (biochimist), editorul de programe de școală la domiciliu și senator al statului Oregon Arthur B. Robinson⁠(d), care promovează utilizarea cărților lui Henty ca supliment la curriculumul său de auto-predare.

## Vederi controversate
Părerile lui Henty au fost controversate; unii scriitori au acuzat romanele lui Henty că sunt în mod agresive și  naționaliste și reacționare în cărți precum True to the Old Flag (1885), care prezintă un protagonist loialist care luptă în Războiul de Independență american, Sub domnia terorii (1888) și No Surrender! A Tale of the Rising in La Vendée (1900) care sunt puternic ostile Revoluției Franceze.
Romanul lui Henty With Lee in Virginia are un protagonist care luptă de partea Confederației împotriva Uniunii.
Popularitatea lui Henty în rândul elevilor de acasă nu este lipsită de controverse. Citând din capitolul din By Sheer Pluck intitulat „The Negro Character” prezentatorul de televiziune și comentatorul politic american Rachel Maddow⁠(d) a numit scrierile lui Henty „spectaculos de rasiste”. Carpenter și Pritchard notează că, deși „opera lui Henty este într-adevăr plină de stereotipuri rasiale (și de clasă)”, el a creat uneori personaje simpatice ale minorităților etnice, cum ar fi servitorul indian care se căsătorește cu o femeie albă în With Clive in India și subliniază că Henty admira Imperiul Turc. Unii chiar îl acuză pe Henty că îi disprețuiește total pe negrii, iar acest lucru este exprimat în romane precum By Sheer Pluck: A Tale of the Ashanti War și A Roving Commission, or, Through the Black Insurrection at Hayti.  Kathryne S. McDorman afirmă că lui Henty nu-i plăceau negrii și, de asemenea, în ficțiunea sa, „ burii și evreii erau considerați la fel de mizerabili”.
În By Sheer Pluck: A Tale of the Ashanti War, domnul Goodenough, un entomolog îi spune eroului: „Ei [negrii] sunt la fel ca [niște] copiii... Ei râd sau se ceartă mereu. Sunt buni și pasionați, indolenți, dar vor munci din greu o vreme; isteți până la un anumit punct, foarte proști mai departe. Inteligența unui negru obișnuit este aproximativ egală cu cea a unui copil european de zece ani... Sunt vorbitori fluenți, dar ideile lor sunt împrumutate. Sunt absolut fără originalitate, absolut fără putere inventivă. Trăind printre oameni albi, facultățile lor imitative le permit să atingă o cantitate considerabilă de civilizație. Lăsați singuri în voia lor, ei retrogradează într-o stare puțin peste sălbăticia lor nativă.”
În prefața romanului său A Roving Commission (1900), Henty susține că „condiția negrilor din Haiti a scăzut la nivelul triburilor sălbatice africane” și argumentează „cu excepția cazului în care o națiune albă puternică va ocupa insula ca să aplice legea și să conducă” această situație nu se va schimba. În romanul Facing Death: A Tale of the Coal Mines, Henty se confruntă cu grevele și îl pune pe eroul clasei muncitoare din roman, Jack Simpson, să înăbușească o grevă în rândul minerilor din minele de cărbune. 
O recenzie a lui Deirdre H. McMahon în Studies of the Novel din 2010 se referă la romanele sale ca fiind jingitoare și rasiste și afirmă că în deceniul precedent „Numeroase recenzii din reviste și site-uri web creștine de dreapta și conservatoare aplaudă textele lui Henty ca lecturi model și cadouri pentru copii, în special băieți. Aceste recenzii ignoră adesea rasismul lui Henty, împărțind versiunea lui despre imperiu ca fiind înviorător de eroică și patriotică.”
În 1888, în cartea Captain Bayley's Heir (Moștenitorul căpitanului Bayley), The Times a scris că personajul lui Henty din With Lee in Virginia, „demonstrându-și cu curaj simpatia față de sclavii stăpânilor brutali” scapă prin „devotamentul unui servitor negru și al unui sclav fugar pe care el îl ajutase”. Recenzia a recomandat cartea. Ceea ce mulți oameni probabil că uită sau ignoră este că Henty a fost un om al vremurilor sale. Avea opinii uimitor de progresiste pentru cineva de  la sfârșitul anilor 1800.

## Lista titlurilor
| Titlu | Datele de pe pagina de titlu | Date de publicare  |
| --- | ---------------------------- | ------------------ |
| ''A Search for a Secret'' | 1867                         |                    |
| The March to Magdala | 1868                         |                    |
| All But Lost, Volumele I, II și III | 1869                         |                    |
| Out on the Pampas: The Young Settlers | 1870                         |                    |
| The Young Franc-Tireurs and Their Adventure in the Franco-Prussian War                                                                        | 1872                         |                    |
| The March to Coomassie | 1874                         |                    |
| The Young Buglers, A Tale of the Peninsular War                                                                                               | 1880                         |                    |
| The Cornet of Horse: A Tale of Marlborough's Wars                                                                                             | 1881                         |                    |
| In Times of Peril: A Tale of India | 1881                         |                    |
| Facing Death, The Hero of the Vaughan Pit – A Tale of the Coal Mines                                                                          | 1882                         | 31 mai 1882        |
| Winning His Spurs: A Tale of the Crusades (aka Boy Knight)                                                                                    | 1882                         |                    |
| Friends Though Divided: A Tale of the Civil War                                                                                               | 1883                         |                    |
| Jack Archer: A Tale of the Crimea | 1883                         |                    |
| Under Drake's Flag: A Tale of the Spanish Main                                                                                                | 1883                         | 31 august 1882     |
| By Sheer Pluck: A Tale of the Ashanti War | 1884                         | 28 septembrie 1883 |
| With Clive in India: The Beginnings of an Empire                                                                                              | 1884                         | 24 septembrie 1883 |
| In Freedom's Cause: A Story of Wallace and Bruce                                                                                              | 1885                         | 16 iulie 1884      |
| St. George For England: A Tale of Cressy and Poitiers                                                                                         | 1885                         | 27 august 1884     |
| True to the Old Flag: A Tale of the American War of Independence                                                                              | 1885                         | 2 august 1884      |
| The Young Colonists: A Tale of the Zulu and Boer Wars                                                                                         | 1885                         |                    |
| The Dragon and the Raven, or The Days of King Alfred                                                                                          | 1886                         | 2 mai 1885         |
| For Name and Fame: To Cabul with Roberts | 1886                         | 2 mai 1885         |
| The Lion of the North: A Tale of Gustavus Adolphus and the Wars of Religion                                                                   | 1886                         | 19 august 1885     |
| Through the Fray: A Tale of the Luddite Riots                                                                                                 | 1886                         | 5 septembrie 1885  |
| Yarns on the Beach: A Bundle of Tales | 1886                         | 15 septembrie 1885 |
| The Bravest of the Brave, or, With Peterborough in Spain                                                                                      | 1887                         | 1 iunie 1886       |
| A Final Reckoning: A Tale of Bush Life in Australia                                                                                           | 1887                         | 8 iunie 1886       |
| The Sovereign Reader: Scenes from the Life and Reign of Queen Victoria                                                                        | 1887                         | 26 august 1887     |
| The Young Carthaginian, A Story of the Time of Hannibal                                                                                       | 1887                         | 8 iunie 1886       |
| With Wolfe in Canada: The Winning of a Continent                                                                                              | 1887                         | 18 mai 1886        |
| Bonnie Prince Charlie: A Tale of Fontenoy and Culloden                                                                                        | 1888                         | 6 iunie 1887       |
| For the Temple: A Tale of the Fall of Jerusalem                                                                                               | 1888                         | 19 august 1887     |
| Gabriel Allen M.P. | 1888                         |                    |
| In the Reign of Terror: The Adventures of a Westminster Boy                                                                                   | 1888                         | 8 iulie 1887       |
| Orange and Green: A Tale of the Boyne and Limerick                                                                                            | 1888                         | 2 iulie 1887       |
| Sturdy and Strong: How George Andrews Made His Way                                                                                            | 1888                         | 27 iulie 1887      |
| Captain Bayley's Heir: A Tale of the Gold Fields of California                                                                                | 1889                         | 15 august 1888     |
| The Cat of Bubastes: A Tale of Ancient Egypt                                                                                                  | 1889                         | 3 septembrie 1888  |
| The Curse of Carne's Hold: A Tale of Adventure, Volumes I and II                                                                              | 1889                         |                    |
| The Lion of St. Mark: A Story of Venice in the Fourteenth Century                                                                             | 1889                         | 29 februarie 1888  |
| The Plague Ship | (1889)                       |                    |
| Tales of Daring and Danger, Five Short Stories                                                                                                | 1890                         | 20 iulie 1889      |
| By Pike and Dyke: A Tale of the Rise of the Dutch Republic                                                                                    | 1890                         | 7 august 1889      |
| One of the 28th: A Tale of Waterloo | 1890                         | 8 august 1889      |
| With Lee in Virginia, A Story of the American Civil War                                                                                       | 1890                         | 8 august 1889      |
| The Boy Knight: A Tale of the Crusades (titlul american pentru Winning His Spurs)                                                             | 1891                         |                    |
| By England's Aid: The Freeing of the Netherlands, 1585–1604                                                                                   | 1891                         | 14 iunie 1890      |
| By Right of Conquest: With Cortez in Mexico                                                                                                   | 1891                         | 3 octombrie 1890   |
| Chapter of Adventures: Through the Bombardment of Alexandria aka The Young Midshipman (USA)                                                   | 1891                         | 14 iunie 1890      |
| A Hidden Foe, Volumes I and II | 1891                         |                    |
| Maori and Settler: A Tale of the New Zealand War                                                                                              | 1891                         | 15 iulie 1890      |
| Those Other Animals | (1891)                       |                    |
| The Dash For Khartoum: A Tale of the Nile Expedition                                                                                          | 1892                         | 14 iulie 1891      |
| Held Fast for England: A Tale of the Siege of Gibraltar (1779–83)                                                                             | 1892                         | 1 august 1891      |
| The Ranche in the Valley | (1892)                       |                    |
| Redskin and Cowboy: A Tale of the Western Plains                                                                                              | 1892                         | 14 iulie 1891      |
| Beric the Briton: A Story of the Roman Invasion                                                                                               | 1893                         | 22 iunie 1892      |
| Condemned as a Nihilist: A Story of Escape from Siberia                                                                                       | 1893                         | 21 iunie 1892      |
| In Greek Waters: A Story of the Grecian War of Independence (1821–1827)                                                                       | 1893                         | 29 iunie 1892      |
| Rujub, the Juggler, Volumes I, II și III | 1893                         |                    |
| Dorothy's Double: The Story of a Great Deception, Volumes I, II și III                                                                        | 1894                         |                    |
| A Jacobite Exile: Being the Adventures of a Young Englishman in the Service of Charles XII of Sweden                                          | 1894                         | 13 iunie 1893      |
| Saint Bartholomew's Eve: A Tale of the Huguenot Wars                                                                                          | 1894                         | 13 iunie 1893      |
| Through the Sikh War: A Tale of the Conquest of the Punjab                                                                                    | 1894                         | 13 iunie 1893      |
| In the Heart of the Rockies: A Story of Adventure in Colorado                                                                                 | 1895                         | 19 iulie 1894      |
| When London Burned: A Story of Restoration Times and the Great Fire                                                                           | 1895                         | 4 august 1894      |
| Woman of the Commune: A Tale of Two Sieges of Paris (aka Cuthbert Hartington, A Girl of the Commune,Two Sieges and Two Sieges of Paris        | 1895                         |                    |
| Wulf The Saxon: A Story of the Norman Conquest                                                                                                | 1895                         | 8 mai 1894         |
| A Knight of the White Cross: A Tale of the Siege of Rhodes                                                                                    | 1896                         | 13 iunie 1895      |
| Through Russian Snows: A Story of Napoleon's Retreat from Moscow                                                                              | 1896                         | 14 august 1895     |
| The Tiger of Mysore: A Story of the War with Tippoo Saib                                                                                      | 1896                         | 12 septembrie 1895 |
| At Agincourt: A Tale of the White Hoods of Paris                                                                                              | 1897                         | 27 iunie 1896      |
| On the Irrawaddy: A Story of the First Burmese War                                                                                            | 1897                         | 13 august 1896     |
| The Queen's Cup, A Novel, Volumes I, II și III                                                                                                | 1897                         |                    |
| With Cochrane the Dauntless: A Tale of the Exploits of Lord Cochrane                                                                          | 1897                         | 9 iunie 1896       |
| Colonel Thorndyke's Secret (aka The Brahmin's Treasure (USA))                                                                                 | 1898                         |                    |
| A March on London: Being a Story of Wat Tyler's Insurrection                                                                                  | 1898                         | 15 iunie 1897      |
| With Frederick the Great: A Tale of the Seven Years War                                                                                       | 1898                         | 26 august 1897     |
| With Moore at Corunna: A Tale of the Peninsular War                                                                                           | 1898                         | 22 mai 1897        |
| Among Malay Pirates; A Tale of Adventure and Peril                                                                                            | (1899)                       |                    |
| On the Spanish Main: A Tale of Cuba and the Buccaneers                                                                                        | (1899)                       |                    |
| At Aboukir and Acre: A Story of Napoleon's Invasion of Egypt                                                                                  | 1899                         | 28 iulie 1898      |
| Both Sides the Border: A Tale of Hotspur and Glendower                                                                                        | 1899                         | 28 iunie 1898      |
| The Golden Cañon și The Stone Chest, or The Secret of Cedar Island, (The Stone Chest este un titlu de completare, nu de Henty) (carte 2 în 1) | 1899                         |                    |
| The Lost Heir | 1899                         |                    |
| Under Wellington's Command: A Tale of the Peninsular War                                                                                      | 1899                         | 2 iunie 1898       |
| In the Hands of the Cave Dwellers | 1900                         | 18 iulie 1902      |
| No Surrender! A Tale of the Rising in La Vendée                                                                                               | 1900                         | 24 august 1899     |
| A Roving Commission, or, Through the Black Insurrection at Hayti                                                                              | 1900                         | 11 iulie 1899      |
| Won by the Sword: A Story of the Thirty Years War                                                                                             | 1900                         | 1 iunie 1899       |
| In the Irish Brigade: A Tale of War in Flanders and Spain                                                                                     | 1901                         | 23 mai 1900        |
| John Hawke's Fortune: A Story of Monmouth's Rebellion                                                                                         | 1901                         |                    |
| Out With Garibaldi: A Story of the Liberation of Italy                                                                                        | 1901                         | 15 august 1900     |
| Queen Victoria: Scenes from her Life and Reign                                                                                                | 1901                         |                    |
| With Buller in Natal: A Born Leader | 1901                         | 13 iulie 1900      |
| At the Point of the Bayonet: A Tale of the Mahratta War                                                                                       | 1902                         | 6 aprilie 1901     |
| A Soldier's Daughter | 1902                         |                    |
| To Herat and Cabul, A Story of the First Afghan War                                                                                           | 1902                         | 28 iunie 1901      |
| With Roberts to Pretoria: A Tale of the South African War                                                                                     | 1902                         | 15 august 1901     |
| The Treasure of the Incas: A Tale of Adventure in Peru                                                                                        | 1903                         | 23 iunie 1902      |
| With Kitchener in the Soudan, A Story of Atbara and Omdurman                                                                                  | 1903                         | 17 mai 1902        |
| With the British Legion: A Story of the Carlist Wars                                                                                          | 1903                         | 2 august 1902      |
| Through Three Campaigns: A Story of Chitral, Tirah, and Ashantee                                                                              | 1904                         | 6 mai 1903         |
| With the Allies to Pekin: A Story of the Relief of the Legations                                                                              | 1904                         | 29 mai 1903        |
| Gallant Deeds, Five Short Stories | 1905                         |                    |
| By Conduct and Courage: A Story of Nelson's Days                                                                                              | 1905                         | 15 iulie 1904      |
| In the Hands of the Malays | 1905                         |                    |
| Among the Bushrangers from A Final Reckoning                                                                                                  | 1906                         |                    |
| Indian Raid, An from Redskin and Cowboy | 1906                         |                    |
| Cast Ashore from With Clive in India | 1906                         |                    |
| Charlie Marryat from With Clive in India | 1906                         |                    |
| Cornet Walter from Orange and Green | 1906                         |                    |
| A Highland Chief from In Freedom's Cause | 1906                         |                    |
| The Two Prisoners from A Soldier's Daughter                                                                                                   | 1906                         |                    |
| The Young Captain from With Clive in India | 1906                         |                    |

## Adaptări
Există un exemplu cunoscut al unui titlu de carte a lui Henty care a fost filmat, împreună cu unsprezece producții de teatru audio de Heirloom Audio în seria lor „The Extraordinary Adventures of G A Henty”: Under Drake's Flag, With Lee în Virginia, Sub domnia terorii, The Cat of Bubastes, Beric the Briton, The Dragon and the Raven, Wulf the Saxon, Captain Bayley's Heir In Freedom's Cause, St. Bartholomew's Eve și For the Temple. Producțiile Heirloom Audio au avut câțiva actori cunoscuți, inclusiv câștigătoarea Globului de Aur Joanne Froggatt⁠(d) din Downton Abbey și Billy Boyd⁠(d) din Stăpânul Inelelor.
Heirloom Audio a fost fondată de omul de afaceri din Illinois, Bill Heid, care a spus despre Henty: „Te duce în locuri care au o mare semnificație istorică. Este ficțiune istorică, dar există foarte puțină ficțiune”. Heid a spus despre personajele portretizate în cărțile lui Henty și în producțiile Heirloom Audio: „Cine este un erou adevărat? Jay Cutler sau Aaron Rodgers sau Francis Drake? Cine a avut curajul, credința în suveranitatea lui Dumnezeu? ... A fost o vreme în țara noastră în care chiar aveam vise mari, credeam că putem face lucruri mari. Dintr-un motiv oarecare, nu mai vorbim așa, ne asumăm altfel de riscuri."
Heid a adăugat că prea des, în școli, „istoria devine un fel de depozit de informații, băieți morți și date”. Dar cu Henty, "Istoria nu este plictisitoare. Este uimitoare. William Wallace a fost o persoană reală, a avut propriile lupte reale. Avea speranțe și vise și ambiții, lupte ca oricine altcineva, cu îndoieli și defecte."
Film
A Final Reckoning⁠(d) (1929), american, alb și negru: serial/24 role
Regizat de Ray Taylor. Are loc în Australia colonială. Filmul este considerat a fi pierdut.
Distribuție: Frank Clark⁠(d) [Jim Whitney], Newton House, Louise Lorraine⁠(d), Jay Wilsey⁠(d), Edmund Cobb⁠(d).producție Universal Pictures Corporation; distribuit de Universal Pictures Corporation.Scenariu de Basil Dickey⁠(d) și George Morgan⁠(d), după un roman de George Alfred Henty.Cinematografie de Frank Redman.
Douăsprezece episoade (două role fiecare): „A Treacherous Friend”, lansat pe 15 aprilie 1929. Format standard de 35 mm 1,37:1. Website-ul IMDb afișează data lansării primului episod ca 15 aprilie 1928.
Producții de teatru audio
- Under Drake's Flag[45] (2013), Heirloom Audio Productions
- In Freedom's Cause[46] (2014), Heirloom Audio Productions
- With Lee in Virginia,[47] Heirloom Audio Productions
- In the Reign of Terror,[48] Heirloom Audio Productions
- The Cat of Bubastes,[49] Heirloom Audio Productions
- Beric the Briton,[50] Heirloom Audio Productions
- The Dragon and the Raven,[51] Heirloom Audio Productions
- Captain Bayley's Heir,[40] Heirloom Audio Productions
- Wulf the Saxon,[40] Heirloom Audio Productions